# Lossiemouth
Lossiemouth (gael. Inbhir Losaidh) − miasto w Wielkiej Brytanii, na wybrzeżu w Szkocji w hrabstwie Moray.
W chwili tworzenia miasta było ono samodzielną gminą, w tej chwili jest administrowane przez miasto Elgin.
W 1844 została wzniesiona latarnia Covesea Lighthouse o wys. 36 m.
Głównym źródłem przychodów jest rybołówstwo ze względu na położenie na samym wybrzeżu i posiadanie własnego portu.

## Miasta partnerskie
- Hersbruck (Niemcy)